# Philosophical Magazine
Philosophical Magazine est l'une des plus anciennes publications scientifiques commerciales du monde. Créé en 1798 par Richard Taylor, et depuis publié de façon continue par Taylor and Francis, il fut la revue de prédilection de scientifiques tels que Faraday, Joule, Maxwell, J.J. Thomson, Rayleigh, Rutherford et Otto Hahn. Une partie importante du développement scientifique de ces deux cents dernières années se retrouve dans les pages de cette publication.

## Les débuts
Le nom de la revue date de l'époque où le terme natural philosophy se rapportait à l'ensemble des sciences exactes : physique, chimie, médecine, astronomie, botanique, biologie et géologie. Le tout premier article publié était titré : « Account of Mr Cartright’s Patent Steam Engine » ; le premier volume contenait également les deux articles suivants : « Methods of discovering whether Wine has been adulterated with any Metals prejudicial to Health » et « Description of the Apparatus used by Lavoisier to produce Water from its component Parts, Oxygen and Hydrogen ».

## XIXesiècle
Dès la première partie du XIXe siècle d'éminents hommes de science tels Humphry Davy, Michael Faraday et James Prescott Joule participèrent à la rédaction de la revue. Ainsi, en 1860, James Clerk Maxwell écrivit plusieurs longs articles, avec comme point culminant un article sur la démonstration de la nature électromagnétique des ondes lumineuses, dans lequel il écrivit que : « We can scarcely avoid the inference that light consists in transverse undulations of the same medium which is the cause of electric and magnetic phenomena. » En 1871, J.W. Strutt (qui allait devenir l'année suivante baron Rayleigh) y publia l'explication de la couleur du ciel. Le fameux article expérimental de Michelson et Morley fut publié en 1887. Il fut suivi dix ans plus tard par l'article de J.J. Thomson « Cathode Rays » – c'est-à-dire la découverte de l'électron.
En 1814, le Philosophical Magazine fusionna avec le Journal of Natural Philosophy, Chemistry and the Arts, connu sous le nom de Nicholson's Journal, pour former le Philosophical Magazine and Journal. D'autres fusions avec les Annals of Philosophy et le Edinburgh Journal of Science conduisirent à un nouveau changement de titre en 1840 pour donner le London, Edinburgh and Dublin Philosophical Magazine and Journal of Science. En 1949 la revuel redevint le Philosophical Magazine pour une raison de commodité de référencement.

## XXesiècle
Dans la première partie du XXe siècle Ernest Rutherford devint un collaborateur fréquent. Il dira un jour à l'un de ses amis : « Watch out for the next issue of Philosophical Magazine; it is highly radioactive! » (surveille la sortie du prochain Philosophical magazine, c'est hautement radioactif !) À côté de son travail sur la compréhension de la radioactivité, Rutherford proposa les expériences de Hans Geiger et Ernest Marsden qui vérifièrent son modèle nucléaire de l'atome et menèrent  au célèbre article de Niels Bohr sur le modèle planétaire des électrons qui fut publié dans le journal en 1913. Une autre contribution classique de Rutherford titrée « Collision of α Particles with Light Atoms. IV. An Anomalous Effect in Nitrogen » est un article décrivant pour la première fois la transmutation d'un élément chimique.
En 1978 la revue fut divisé en deux parties indépendantes : Philosophical Magazine A et Philosophical Magazine B. Part A publia des articles de structure, défauts et propriétés des matériaux, tandis que Part B se concentra sur la physique statistique, l'électronique, l'optique et les propriétés magnétiques.

## Philosophical Magazine Letters
En 1987 la petite soeur de la revue, Philosophical Magazine Letters fut lancée dans le but de publier rapidement de courts articles dans le domaine de la physique de la matière condensée. Phil. Mag. Letters est édité par E.A. Davis, qui coordonne les deux parties de la revue.